# Panama (groupe)
Panama est un duo australien originaire de Sydney de musique électronique,.
Le groupe est composé de Jarrah McCleary (voix, guitare) et Tim Commandeur (batterie). Le groupe a enregistré deux EPs.

## Discographie
- It's Not Over (EP) [4]
- Always (EP)[5]
- Stay Forever (single)[6]